# 47e cérémonie des Tony Awards
La 47e cérémonie des Tony Awards a eu lieu le 6 juin 1993 au Gershwin Theatre de Broadway et fut retransmise sur CBS. La cérémonie récompensait les productions de Broadway en cours pendant la saison 1992-1993.

## Cérémonie
La cérémonie a été présentée par Liza Minnelli.

### Prestations
Le thème de la cérémonie était la célébration du centième anniversaire du théâtre de Times Square. La chanson d'ouverture fut "Celebrate Broadway". La présentation des comédies musicales fut interprétée par Liza Minnelli et Lorna Luft. Le final fut présenté par la troupe d'Oklahoma!.
Lors de la soirée, plusieurs personnalités se sont succédé pour la présentation des prix dont ; Bea Arthur, Tom Bosley, Matthew Broderick, Ellen Burstyn, Diahann Carroll, Michael Crawford, Tyne Daly, Tammy Grimes, Marvin Hamlisch, Julie Harris, Gregory Hines, James Earl Jones, Agnes de Mille, Amanda Plummer, Jonathan Pryce, Mercedes Ruehl, Ron Silver, Lily Tomlin, Tommy Tune, Ben Vereen.
Plusieurs spectacles musicaux présentèrent quelques numéros en live :
- Blood Brothers (Medley - la troupe);
- The Goodbye Girl ("Paula" - Bernadette Peters et Martin Short) ;
- Kiss of the Spider Woman - The Musical ("Where You Are" - Brent Carver, Chita Rivera et la troupe) ;
- The Who's Tommy (Medley - la troupe) ;
- Angels in America: Millennium Approaches (Scène avec Ron Leibman et Kathleen Chalfant) ;
- The Sisters Rosensweig (Scene with Jane Alexander, Madeline Kahn et Robert Klein) ;
- Someone Who'll Watch Over Me (Scène avec Michael York et David Dukes) ;
- The Song of Jacob Zulu (Scène avec K. Todd Freeman).

## Palmarès
| Meilleure pièce | Meilleure comédie musicale |
| --- | --- |
| - Angels in America – Tony Kushner - The Sisters Rosensweig – Wendy Wasserstein - Someone Who'll Watch Over Me – Frank McGuinness - The Song of Jacob Zulu – Tug Yourgrau | - Kiss of the Spider Woman - Blood Brothers - The Goodbye Girl - The Who's Tommy |
| Meilleure reprise d'une pièce | Meilleur livret de comédie musicale |
| - Anna Christie - Sainte Jeanne - The Price - Wilder, Wilder, Wilder | - Terrence McNally – Kiss of the Spider Woman - Peter Kellogg – Anna Karenina - Willy Russell – Blood Brothers - Pete Townshend et Des McAnuff – The Who's Tommy |
| Meilleur acteur dans une pièce | Meilleure actrice dans une pièce |
| - Ron Leibman – Angels in America dans le rôle de Roy Cohn - K. Todd Freeman – The Song of Jacob Zulu dans le rôle de Jacob Zulu - Liam Neeson – Anna Christie dans le rôle de Mat Burke - Stephen Rea – Someone Who'll Watch Over Me dans le rôle d'Edward                                             | - Madeline Kahn – The Sisters Rosensweig dans le rôle de Gorgeous Teitelbaum - Jane Alexander – The Sisters Rosensweig dans le rôle de Sara Goode - Lynn Redgrave – Shakespeare for My Father dans son propre rôle - Natasha Richardson – Anna Christie dans le rôle d'Anna Christopherson |
| Meilleur acteur dans une comédie musicale | Meilleure actrice dans une comédie musicale |
| - Brent Carver – Kiss of the Spider Woman dans le rôle de Luis Molina - Tim Curry – My Favorite Year dans le rôle d'Alan Swann - Con O'Neill – Blood Brothers dans le rôle de Mickey - Martin Short – The Goodbye Girl dans le rôle d'Elliot Garfield                                                   | - Chita Rivera – Kiss of the Spider Woman dans le rôle d'Aurora/Spider Woman - Ann Crumb – Anna Karenina dans le rôle d'Anna Karenina - Stephanie Lawrence – Blood Brothers dans le rôle de Mrs. Johnstone - Bernadette Peters – The Goodbye Girl dans le rôle de Paula McFadden           |
| Meilleur acteur de second rôle dans une pièce | Meilleure actrice de second rôle dans une pièce |
| - Stephen Spinella – Angels in America dans le rôle de Prior Walter - Robert Sean Leonard – Candida dans le rôle d'Eugene Marchbanks - Joe Mantello – Angels in America dans le rôle de Louis Ironson - Zakes Mokae – The Song of Jacob Zulu dans le rôle de Rev. Zulu/Mr. X, Itshe                     | - Debra Monk – Redwood Curtain dans le rôle de Geneva - Kathleen Chalfant – Angels in America dans le rôle de plusieurs personnages - Marcia Gay Harden – Angels in America dans le rôle de Harper Pitt/Martin Heller - Anne Meara – Anna Christie dans le rôle de Marthy Owen             |
| Meilleur acteur de second rôle dans une comédie musicale | Meilleure actrice de second rôle dans une comédie musicale |
| - Anthony Crivello – Kiss of the Spider Woman dans le rôle de Valentin - Michael Cerveris – The Who's Tommy dans le rôle de Tommy - Gregg Edelman – Anna Karenina dans le rôle de Constantine Levin - Paul Kandel – The Who's Tommy dans le rôle d'Oncle Ernie                                          | - Andrea Martin – My Favorite Year dans le rôle d'Alice Miller - Jan Graveson – Blood Brothers dans le rôle de Linda - Lainie Kazan – My Favorite Year dans le rôle de Belle Steinberg Carroca - Marcia Mitzman Gaven – The Who's Tommy dans le rôle de Mrs. Walker                        |
| Meilleure partition originale | Meilleure chorégraphie |
| - Kiss of the Spider Woman – John Kander (musique) et Fred Ebb (paroles) - The Who's Tommy – Pete Townshend (musique et paroles) - Anna Karenina – Daniel Levine (musique) et Peter Kellogg (paroles) - The Song of Jacob Zulu – Ladysmith Black Mambazo (musique et paroles) et Tug Yourgrau (paroles) | - Wayne Cilento – The Who's Tommy - Graciela Daniele – The Goodbye Girl - Vincent Paterson et Rob Marshall – Kiss of the Spider Woman - Randy Skinner – Ain't Broadway Grand |
| Meilleure mise en scène pour une pièce | Meilleure mise en scène pour une comédie musicale |
| - George C. Wolfe – Angels in America - David Leveaux – Anna Christie - Eric Simonson – The Song of Jacob Zulu - Daniel J. Sullivan – The Sisters Rosensweig | - Des McAnuff – The Who's Tommy - Bill Kenwright et Bob Tomson – Blood Brothers - Michael Kidd – The Goodbye Girl - Harold Prince – Kiss of the Spider Woman |
| Meilleurs décors | Meilleurs costumes |
| - John Arnone – The Who's Tommy - John Lee Beatty – Redwood Curtain - Jerome Sirlin – Kiss of the Spider Woman - Robin Wagner – Angels in America | - Florence Klotz – Kiss of the Spider Woman - Jane Greenwood – The Sisters Rosensweig - Erin Quigley – The Song of Jacob Zulu - David C. Woolard – The Who's Tommy |
| Meilleures lumières | |
| - Chris Parry – The Who's Tommy - Howell Binkley – Kiss of the Spider Woman - Jules Fisher – Angels in America - Dennis Parichy – Redwood Curtain | |

## Autres récompenses
Le Regional Theatre Tony Award a été décerné à La Jolla Playhouse et le Special Tony Award à Oklahoma!, à l'occasion de son 50e anniversaire. Le Tony Honor fut décerné à IATSE (Alliance internationale des employés de scène, de théâtre et de cinéma) et à Broadway Cares/Equity Fights AIDS.